# Hiperión (personaje)
Hiperión (inglés: Hyperion) es un personaje ficticio que aparece en los cómics estadounidenses publicados por Marvel Comics, de los cuales hay varias versiones notables. Creado por el escritor Roy Thomas y el artista Sal Buscema, el Hiperión original hizo su debut en The Avengers # 69 (octubre de 1969).Las versiones alternativas son cada una de una dimensión diferente de Multiverso Marvel y están compuestas de héroes y villanos. El personaje es un pastiche del icónico héroe de DC Superman.
El primer Hyperion, Zhib-Ran, fue un miembro del Escuadrón Siniestro, reunido por el Gran Maestro cósmico para luchar contra un equipo de Vengadores reunidos por el tiempo que viajaba Kang. Dos años después de la primera aparición del personaje, apareció una versión heroica como miembro fundador del Escuadrón Supremo de realidad alternativa. Esta encarnación del personaje fue uno de los personajes principales de la serie de 1985 Escuadrón Supremo, que desarrolló la caracterización de Hiperión y los otros miembros del Escuadrón Supremo. En 2003 Marvel Comics lanzó Poder Supremo, una nueva versión del universo del Escuadrón Supremo, donde el gobierno de Estados Unidos plantea a Hyperion para que sea un operativo superpoderoso. Otro Hiperión alternativo se unió a Los Vengadores y más tarde a la versión Tierra-616 del Escuadrón Supremo.

## Creación
Thomas habló en profundidad sobre la creación del personaje, diciendo: "El primero de los 4 miembros del Escuadrón Siniestro que diseñé para LOS VENGADORES, para ser una contraparte malvada de Superman, una especie de parodia/homenaje. Tomé el nombre del dios griego del sol, a través de la cita shakespeariana de Hamlet: "... que era para esto, Hyperion para un sátiro". Me aseguré de que cada línea de vestuario en Hyperion fuera diferente a las de Superman... botas, cinturón, largo de mangas, máscara facial, etc. Y le di una capa que solo se sujetaba a un hombro, siguiendo el aspecto de un personaje de los años 40 llamado Dyna-Man en un cómic de Harry Chesler".

## Historial de publicaciones
La primera iteración de Hyperion, creada por Roy Thomas y Sal Buscema, debutó en The Avengers #69 como miembro del Escuadrón Siniestro.
Dos años después, Thomas y el dibujante John Buscema crearon una versión alternativa y heroica del Escuadrón Siniestro llamada el Escuadrón Supremo, una vez más en el título The Avengers,usando personajes con los mismos nombres que los del Escuadrón Siniestro (esto causó confusión en el departamento de producción de Marvel, ya que las portadas de The Avengers #85 y #141 afirmaban que los números presentaban apariciones del Escuadrón Siniestro cuando, de hecho, era el Escuadrón Supremo el que aparecía en ambos números). En la serie limitada de 12 números Squadron Supreme (septiembre de 1985-agosto de 1986), Mark Gruenwald retomó el lugar donde se vio por última vez a Tierra-712 en The Defenders #114 y reveló los orígenes de este Hyperion.
El personaje fue reimaginado para el título del sello MAX de Marvel, Supreme Power, donde es un extraterrestre que ha sido criado por el gobierno.Esta iteración recibió una miniserie derivada, Supreme Power: Hyperion, que mostró un posible futuro distópico.
Otro Hyperion se suma a Los Vengadores en The Avengers vol. 5 #1 (diciembre de 2012) de Jonathan Hickman. Hickman describió la decisión de utilizar un nuevo Hyperion, en lugar de uno existente:
Este es otro Hyperion de un universo paralelo. No es el Rey Hyperion, ni el Hyperion de los Poderes Supremos, ni tampoco el Hyperion de Gruenwald. Es Hyperion sin todo ese bagaje. Es Hyperion con un punto de partida nuevo, para un propósito muy específico. Es el resultado de la gran historia que hay detrás de todo el plan trienal que tengo de los Vengadores. Es muy importante, muy fundamental, y creo que a la gente le va a gustar mucho el camino que tomemos con él. No va a ser nuestro pobre análogo de Superman.
Un pastiche de Hyperion, "Hyperius", aparece en Final Crisis y The Multiversity de DC Comics, parte de un grupo de homenajes recursivos a pastiches de personajes de DC de otras compañías.

## Historia ficticia

### Escuadrón Siniestro
El Escuadrón Siniestro es ensamblado por la entidad cósmica, el Gran Maestro, para luchar contra los campeones del Kang que viaja en el tiempo, el equipo de superhéroes, Los Vengadores. Los Vengadores derrotan al Escuadrón y frustran al Gran Maestro, con el Dios del Trueno, Thor, miniaturizando a Hyperion y atrapándolo en una esfera de vidrio. El Escuadrón reaparece en el título Defensores, reunidos por el alienígena Nebulón. Los villanos reciben mayor poder a cambio del planeta Tierra y crean un cañón láser gigante en el Ártico para derretir los casquetes polares, cubriendo así la totalidad de la superficie de la Tierra en agua. El equipo de superhéroes, los Defensores impiden el plan y derrotan a los villanos (y Nebulón), con Hulk superando a Hyperion.Después de esta derrota, Hyperion y sus dos compañeros restantes son teletransportados fuera del mundo por Nebulon y luego regresan a la Tierra. Al adquirir un arma que drena la energía, los villanos planean amenazar a la Tierra una vez más, pero son derrotados por los Defensores y el vengador Yellowjacket.
Hyperion tiene otro breve encuentro con varios miembros de los Vengadores, que buscan una manera de separar el Prisma de poder del Doctor Espectro de la compañera vengadora, la Avispa. El personaje pelea contra Thor una vez más y se encuentra con la versión Tierra-712 de Hyperion del Escuadrón Supremo. Hyperion también está involucrada con la mujer guerrera Thundra y la relación termina cuando descubre un medio para regresar a su propia dimensión. En el universo Tierra-712, Hyperion es amenazado por la Amenaza Suprema que él es un duplicado inorgánico creado por el Gran Maestro modelado en el Hyperion de ese universo. Un Hyperion amargo se hace pasar por la versión de Hyperion del Escuadrón Supremo durante varias semanas antes de morir en la batalla contra el original. El Gran Maestro resucita brevemente al personaje como parte de la Legión de los No Vivos, un grupo creado para combatir a los Vengadores.
Se hace un nuevo Hyperion cuando el Gran Maestro vuelve a aparecer y reforma el Escuadrón Siniestro. Hyperion se une a un nuevo Doctor Espectro (Alice Nugent, ex asistente de laboratorio de Henry Pym); el Zumbador (ahora llamado Speed Demon) y Nighthawk. Este Hyperion se originó a partir del Microverso, como el original siniestro Hyperion afirmado antes de aprender que sus orígenes eran una mentira. Cortesía de un fenómeno conocido como el Pozo del Poder (una fuente interdimensional de habilidades sobrehumanas) el Gran Maestro aumenta los poderes del Escuadrón Siniestro y ellos luchan contra los Nuevos Thunderbolts. Líder del equipo Thunderbolts, Barón Zemo derrota al Gran Maestro y en el caos subsiguiente de Hyperion y los miembros del Escuadrón Siniestro se dispersan y escapan.

### Escuadrón Supremo (Tierra-712)
Thomas y el dibujante John Buscema también crearon un equipo de héroes del universo alternativo llamado Escuadrón Supremo en el título The Avengers, usando personajes que compartían nombres con los del Escuadrón Siniestro (esto causó confusión en el departamento de producción de Marvel, como las portadas de Avengers # 85 y # 141 (noviembre de 1975) reclamó los problemas que presentaban las apariciones del Escuadrón Siniestro, cuando en realidad era el Escuadrón Supremo el que aparecía en ambos números). El último Eterno conocido en la Tierra-712, el personaje es miembro fundador del Escuadrón Supremo y tiene una identidad civil, Mark Milton.
La Tierra-712, Hyperion aparece en todas las ocasiones con el Escuadrón Supremo y el grupo primero se encuentra con seres del universo Tierra-616 cuando cuatro Vengadores: la Visión; Bruja Escarlata; Quicksilver y el segundo Goliat: accidentalmente llegan. Los Vengadores tienen su primera batalla y luego ayudar al Escuadrón Supremo en contra de la amenaza global planteada por el mutante Niño Cerebro, antes de regresar a su propio universo.
Hyperion y el Escuadrón Supremo caen bajo el control del artefacto Corona Serpiente y luchan contra los Vengadores en el universo Tierra-616 antes de ser liberados; se encuentra con Thor cuando lucha contra el malvado Hyperion y recluta la ayuda de los Defensores contra el villano Mente Suprema y su aliado Null, la Oscuridad Viviente cuando amenazan el universo Tierra-712.
En la miniserie Squadron Supreme de 12 números (septiembre de 1985-agosto de 1986), Mark Gruenwald recogió desde donde Tierra-712 fue visto por última vez en Defenders # 114 y reveló el origen de Hyperion. En la miniserie, Hyperion y otros miembros del Escuadrón se resuelven, contra el consejo de Nighthawk, asumir el control del gobierno de los Estados Unidos en la Tierra-712. Hyperion ayuda a establecer el programa de modificación del comportamiento; derrota y lava el cerebro al Instituto del Mal; y está atrapado en una zona interdimensional por el malvado (Zhib-Ran) Hyperion. Obligado a aliarse con Mente Suprema para escapar, Hyperion lucha contra Zhib-Ran hasta la muerte y mientras está victorioso queda cegado. Después de una batalla a muerte con Nighthawk y los Redentores, un equipo formado para detener al Escuadrón dominante, Hyperion cede y renuncia al poder.
El personaje y los miembros supervivientes del Escuadrón Supremo viajan al espacio para proteger su planeta del Nth Man en expansión, y se exilian al universo Tierra-616. El equipo se encuentra con el héroe Quasar y se instala en la instalación gubernamental Proyecto Pegaso. Quasar y el eterno Makkari rescatan a la escuadra cuando el equipo es capturado por la entidad cósmica el extranjero. Es en este momento que Makkari identifica a Hyperion como un Eterno y le enseña cómo restaurar su vista. Con la ayuda de sus compañeros de equipo Zumbador y Doctor Espectro, el personaje lucha contra la entidad Deathurge. con todo el Escuadrón y luego ayuda a los Vengadores contra el villano Imus Champion antes de encontrar los medios para regresar a su universo. El equipo se disuelve, pero Hyperion se reúne con él una vez que se entera de que un gobierno corrupto ha llenado el vacío de poder dejado por el Escuadrón. Con la ayuda de aventureros interdimensionales, los Exiliados, Hyperion y el Escuadrón exponen al gobierno a una audiencia global.

## Poderes y habilidades
Todas las versiones de Hyperion poseen fuerza sobrehumana, resistencia, velocidad, durabilidad, vuelo y, en algunos casos, aliento potente. Cada uno de ellos tiene una percepción sensorial muy mejorada, que se extiende a la capacidad de percibir todo el espectro electromagnético (IR, visión UV, audición de radio y radar) y "visión atómica", el equivalente a la visión de rayos X. La heroica versión Tierra-712 de Hyperion también posee la capacidad de usar energía cósmica para aumentar su fuerza de vida y le otorga una gran longevidad y habilidades regenerativas, cortesía de su herencia Eterna. El Rey Hyperion tiene una gran capacidad de curación y puede regenerarse incluso cuando su cuerpo es volado, con la suficiente cantidad de tiempo. La mayoría de las versiones de los poderes y la vitalidad de Hyperion disminuyen cuando se exponen a la radiación de argonita. La Tierra-712 Hyperion también tiene un título universitario en periodismo.

## Similitudes con Superman
- Los poderes de ambos personajes son idénticos, y su traje es ligeramente similar, solo que rojo y amarillo en lugar de rojo y azul.
- La personalidad general del Hiperión del Escuadrón Supremo es comparable a la de Superman.
- Su origen extraterrestre es análogo.
- Hiperión es vulnerable a la "argonita", al igual que Superman lo es a la kryptonita.
- Hiperión tiene una identidad secreta como Mark Milton, un torpe dibujante de tiras cómicas y el interés romántico de este, Lonni Lattimer, siempre desconfiaba de su identidad. Esto refleja la identidad secreta de Superman como Clark Kent, y su relación con Lois Lane, amén de que ambas iniciales son L.L.
- Master Menace es un enemigo de Hiperión, análogo a Lex Luthor.
- La dimensión a la que ambos Hiperiones se vieron desterrados es similar a la Zona Fantasma.
- La redefinición del Hiperión del Escuadrón Siniestro como un doble creado con falsos recuerdos lo hace similar a Bizarro.

Por otra parte, también mantiene una tensa relación con Halcón Nocturno (el personaje correspondiente a Batman), oscilante entre el respeto y la desconfianza mutuas, similar a la de Superman y Batman. Sin embargo, se debe destacar que dicha relación, establecida en la miniserie del Escuadrón Supremo de 1985, es anterior a "El Regreso del Caballero Nocturno", de 1986, en que Frank Miller redefinió la relación entre Superman y Batman.

## Otras versiones
En el universo Tierra-9997 visto en la miniserie Paradise X, el robot X-51 recluta una versión de Hyperion para su escuadrón de heraldos interdimensionales. Proviene de un mundo en el que casi todos los superhéroes perecieron en un ataque nuclear por parte de los gobiernos de la Tierra, dejándolo como el único superviviente. Este Hyperion mata al villano maestro Kulan Gath, quien es responsable de la muerte de muchos de los héroes de la Tierra en otro mundo alternativo.
El título universo alternativo Exiles cuenta con una versión de Hyperion conoce como "Rey Hyperion", que es un miembro de un equipo conocido como Arma X. Aunque inicialmente ayudó al equipo a viajar entre dimensiones para reparar el continuo espacio / tiempo, el personaje se revela como psicópata y comete genocidio en masa en varios mundos antes de ser finalmente detenido y desterrado a su dimensión original. Sin embargo, el Rey Hyperion de alguna manera escapó a esta dimensión y encontró su camino a la Tierra 616, donde luchó y fue derrotado por Blue Marvel.

## En otros medios

### Televisión
- Hyperion (junto con el Escuadrón Supremo) aparece en The Super Hero Squad Show, con la voz de Travis Willingham.[37] En el episodio "¿Sería quienes la continuidad... Destruye!", junto a Nighthawk y la Princesa Poder se extrae de su realidad por el Gran Maestro con el fin de luchar contra Iron Man, Hulk y la Bruja Escarlata. Hyperion terminó la lucha contra Hulk en Egipto y perdió porque supuestamente fue retenido.
- Aparece en la serie de Avengers Assemble (2014), con la voz de Brian Bloom.[38] Hyperion es un extraterrestre de otro planeta que intentó acabar con la corrupción con su equipo. Sin embargo, sus formas de poner fin a la corrupción son involucrados y de esclavizando a su propio pueblo en un esfuerzo por crear orden. Cuando la gente del planeta se negaron a obedecer ciegamente a ellos, ellos usaron el prisma de energía para destruir el planeta, dejando a Hyperion para buscar otro planeta para habitar.
  - En la primera temporada, el episodio 7, "Hyperion", cuando los Vengadores intentaron de impedir que un grupo de meteoritos del tamaño del planeta de golpear la costa este. En primer lugar el ahorro de Manhattan desde un meteoro clasificados por JARVIS como "Tierra-Killer" y al estrellarse a la batalla de los Vengadores contra Demoledor, Hyperion se presenta a la Vengadores cuando lo encuentran en su ciudadela por encima de la ciudad. Aunque Hyperion ordena a su computadora Quagmire para mostrar la historia de su origen, se deja de lado la parte en la que esclavizó a su pueblo, y afirmó que la destrucción de su mundo hogar era culpa de la población. Cuando trató de matar a Demoledor en el puente Golden Gate como él estaba tratando de escapar, los Vengadores se pusieron en su camino, creyendo que matar a los malos estaba en contra de la ley. En un ataque de ira, Hyperion combatió a los Vengadores. Mientras que los otros Vengadores luchó contra él, Iron Man utiliza a JARVIS de hackear la computadora de la ciudadela y se enteró de lo que Hyperion dejado fuera cuando le dijo a los Vengadores su origen, confirmando que Hyperion estaba loco. Aunque derrotado por los Vengadores y se coloca en una celda especial En el episodio 16 "Que vengan los malos", cuando al final se une a la Camarilla al ser liberado por Red Skull. En el episodio 19, "El Embajador", cuando él y la Camarilla quieren destruir a Doom junto a los Vengadores quienes lo protegen. En el episodio 21 "Cuestión de Números", cuando van en busca del Teseracto al enfrentar a los Vengadores. En el episodio 25 "Éxodo", cuando la Camarilla enfrenta su plan final. En el episodio 26 "La Batalla Final", cuando hacen tregua con los Vengadores, sabiendo que Red Skull los engaño y traicionó a la Camarilla.
  - En la segunda temporada, episodio 6 "Nighthawk", se reveló que el equipo de Hyperion no pereció cuando Nighthawk apareció en la Tierra. Nighthawk ha mencionado acerca de conocer el tiempo de Hyperion con la Camarilla y es considerado como el "martillo" del grupo. Al final del episodio, Hyperion aparece en el Tri-Carrier de S.H.I.E.L.D. y libera a Nighthawk con la intención de reformar su grupo. En el episodio 7, "Los Vengadores Oscuros", aparece con el Escuadrón Supremo, pero que aparecen como héroes, aunque tienen la Gema de la Realidad y convirtieron a los Vengadores en villanos en usar para desvanecerlos por siempre. En el episodio 20, "Velocidad Terminal", ataca a los Vengadores, cuando Hulk se enfrenta a Speed Demon. En el episodio 23, "La Última Encrucijada de los Vengadores", cuando él y su Escuadrón reviven a Nuke, derrotan a los Vengadores en su ciudadela. En el episodio 24, "Vengadores de Incógnito", cuando él y el Escuadrón Supremo toman el control de la Tierra, discuten por sus acciones y se separan para hacer lo que quieren, hasta que descubre que los Vengadores están vivos y comienzan a atacarlos, Hyperion absorbe los poderes de Nuke para destruir la Tierra al volar el núcleo, pero al final es derrotado por los Vengadores, y su equipo también, se mencionan que Hyperion y el resto de sus compañeros de equipo se han remitido a una sección especial de la Bóveda.

### Videojuegos
- Hyperion es un personaje desbloqueable en el juego de Facebook Marvel: Avengers Alliance.
- Hyperion es un personaje desbloqueable en el juego IOS / Android Marvel Future Fight.
- Hyperion está disponible a través de DLC en Lego Marvel's Avengers.
- Hyperion es un personaje jugable en el juego IOS / Android Marvel Contest of Champions.[39]